# A Suspended Ordeal
A Suspended Ordeal er en amerikansk stumfilm fra 1914 af Fatty Arbuckle.

## Medvirkende
- Roscoe 'Fatty' Arbuckle
- Minta Durfee